# Surigao del Norte

Surigao del Nortes läge i Filippinerna

Surigao del Norte är en provins i Filippinerna som är belägen på norra Mindanao samt några mindre öar. Den ingår i regionen Caraga och har 422 000 invånare (2006) på en yta av 1 937 km². Administrativ huvudort är Surigao City.
Provinsen Dinagatöarna bildades i slutet av 2006 av sju kommuner som tidigare tillhörde Surigao del Norte.
Surigao del Norte är indelad i 20 kommuner och 1 stad.